# Shamisen

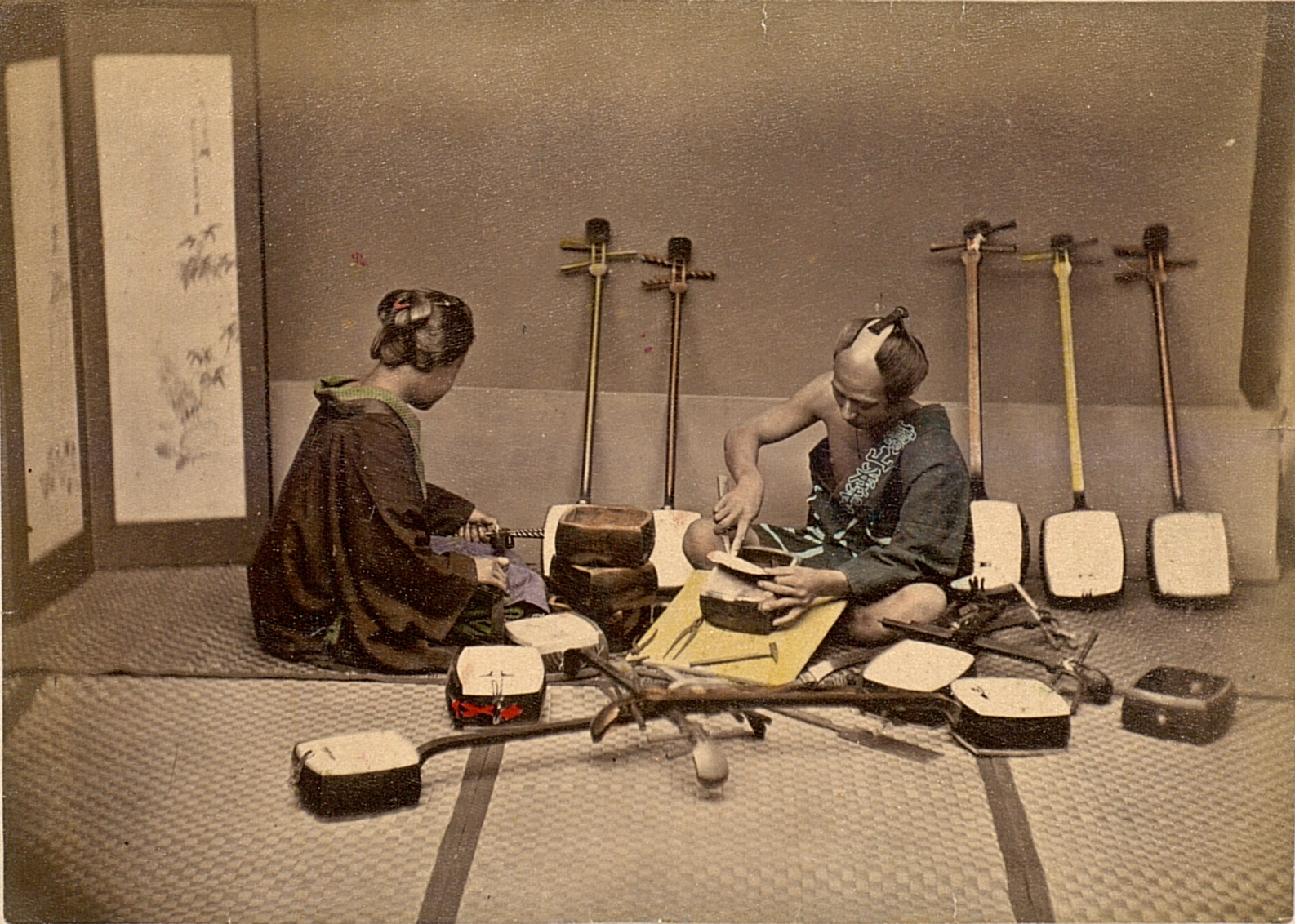
Constructor de shamisens amb una clienta

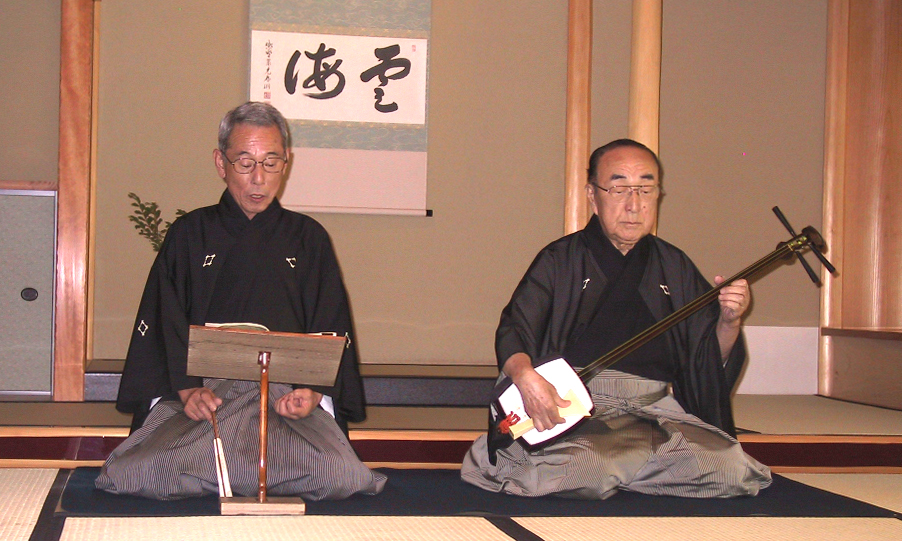
Un home tocant un shamisen mentre un altre l'acompanya cantant

El shamisen (o xamisèn) o samisen (o samisèn) (en japonès, 三味線), també conegut com a sangen, és un Instrument de cordes pinçades japonès de la família dels llaüts, constituït per una caixa de ressonància de fusta de forma quadrangular i de fons pla, amb la taula harmònica plana, el mànec llarg.
Esdevé la modificació japonesa del xinès sanxian (literalment, “tres cordes”), que va aparèixer a la Xina durant la dinastia Yuan al segle xii, sota la influència de l'orient islàmic. El sanxian xinès fou introduït al Japó a les illes Ryukyu, al sud-est, vers l'any 1562.
La pronunciació en japonès és "shamisen", però en el Període Edo era conegut com a "samisen". No obstant això, algunes vegades "jamisen" és usat com un sufix, per exemple Tsugari-jamisen.

## Construcció i variants
El sanxian o el sanshin de Ryūkyū està cobert amb pell de serp de l'Índia, mentre que el shamisen japonès és de pell de gat o de gos. Antigament les cordes eren de seda, encara que avui en dia s'utilitza més un material sintètic.
Es toca amb una pua o plectre anomenada bachi, una espècie de didal fet de banya de búfal, dins del que es posa el dit índex de la mà dreta.
A l'inici, l'instrument només estava a l'abast de la noblesa de Ryūkyūan, i es va anar transformant fins a estar a l'abast de la gent corrent, al voltant del segle xix. La manca de pell de serp índia va fer que la caixa fos recoberta de paper.
En acabar-se la Segona Guerra Mundial es van inventar shamisens amb materials senzills com llauna per a la caixa de ressonància i tela de paracaigudes per a les cordes. Aquests s'anomenaven “kankara-sanshin”. Altres modificacions de l'instrument, a banda dels diversos mètodes d'execució, foren els canvis que es produïren en els estils musicals.

## Estils
Els estils de la música shamisen es poden classificar en tres grups principals: Uta-mono (estil cantat), Katari-mono (estil narrat) i Minyō (cançons folklòriques).
L'estil més antic de la música shamisen fou el Shamisen-kumiuta. Aquest estil va aparèixer a l'àrea d'Osaka i Kyoto, anomenada generalment Kamigata. El Shamisen-kumiuta va ser conegut com a Ji-uta, que és una contracció del significat "cançons locals de l'àrea de Kamigata”. Més endavant el Ji-uta es va combinar amb el koto i sorgí el Tegoto-mono.

## El shamisen al teatre
Pel que fa a l'Uta-mono, un instrumentista de shamisen del teatre Kabuki a Osaka, anomenat Sakata Hyoshiro, va anar a Edo per participar al teatre kabuki amb una música de shamisen semblant a la del Ji-uta, creant un nou estil en el Kabuki Edo anomenat Naga-uta, que significa "cançó llarga".
Aquest estil fou perfeccionat fins a arribar a ser la música més important del Kabuki, acompanyant principalment les principals danses. Dins d'aquest estil, el shamisen tingué una gran participació en interludis, essent acompanyat pels instruments del teatre Noh, on hi havia una flauta i tres tipus de percussió. A més, un grup de músics toquen al darrere, donant un gran efecte a l'atmosfera de l'escenari, aquests s'anomenen Geza-bayashi o Kage-bayashi.
El segon gran gènere, Katari-mono, és el més característic de la música japonesa, amb un estil vocal fascinant que no es troba en d'altres cultures. Katari-mono significa "estil narratiu". També és anomenat Joruri, perquè el precursor de la música shamisen narrava la història d'una jove que es deia així. Al començament del període Edo, un pioner de la música narrativa de shamisen, ara per ara desconegut, aparegué a Kamigata. Fou seguit per molts altres com Takemoto Gidayu (1651-1714), qui va donar un nou nom al Joruri per al teatre de titelles o bunraku: Gidayu-bushi, en cooperació amb Monzaemon Chikamatsu (1653-1724), l'escriptor de drama més famós del teatre Kabuki i del bunraku. En el període següent varen sorgir moltes variants o tipus d'Edo Joruri, però només Tokiwazu, Kiyomoto i Shinnai van sobreviure com a grans gèneres de la música narrativa shamisen, juntament amb el Gidayu de Kamigata.
A l'acabament del període Edo, un altre gènere musical d'estil cantat va sortir entre les classes populars: la música Ha-uta, que significa "cançó curta". Fou el ressorgiment de la música popular antiga. Zokkyoku, que significa "melodia popular", fou un altre gènere de cançons populars acompanyats de shamisen, aquest abasta tota mena de cançons populars, sent més tard refinat per a la vida de la ciutat.
Finalment, un altre gran tipus de música ha de ser esmentat, el Naniwa-bushi, que pertany a l'estil narratiu Katari-mono i que es va originar com a Sekkyo-bushi, una combinació molt antiga de la narrativa Joruri i Gidayu. El seu nom ve de la ciutat de Naniwa, actualment Osaka, on es va establir. L'estil i el text de la música Naniwa-bushi era el més apreciat per la classe mitjana, afavorint la difusió de velles costums i virtuts japoneses: l'obligació i la naturalesa humana. Es pot destacar que la música Naniwa-bushi entrà en decadència durant la Segona Guerra Mundial, perquè la música popular americana li prengué el lloc. Un gran nombre de Minyō (cançons folclòriques) ha estat influenciat per la música shamisen, especialment pel mode dominant de la seva música, l'escala In.

## El shamisen i el cantant
El shamisen és un instrument que sol acompanyar un cantant, de manera que la música purament instrumental es veu només als interludis de les peces teatrals, com al Naga-uta. Com a norma general, la línia melòdica del shamisen forma quasi la mateixa melodia que la del cantant, però el shamisen controla el ritme fent que la veu del cantant sigui més clara depenent de la força dels cops del plectre. L'afinació d'un shamisen depèn de la tesitura del cantant, que pot variar molt d'un a altre. Els tres estàndards d'afinació del shamisen, segons el sistema tradicional japonès, són el honchosi (Si, Mi, Si), niagari (Si, Fa#, Si) i sansagari (Si, Mi, La).

## Construcció i interpretació
El shamisen es toca pinçant i colpejant les cordes amb el plectre de la mà dreta i aturant les cordes amb tres dits de la mà esquerra. El punt més característic és que el plectre colpeja la pell al mateix temps que les cordes. Hi ha molts factors que determinen la qualitat del so, com el gruix de la pell, cordes i pal, així com l'altura en què el plectre colpeja les cordes.
Les variacions del timbre són un element molt important de la música shamisen. Els intèrprets solen formar grups o gremis depenent del gènere que toquen, assignant-se un nom propi. Així, veiem que un Kineya només toca Naga-uta, mentre que un Takemoto toca només Gidayu. Els instruments per a aquests gèneres difereixen en la mida, pes del pont, el gruix de les cordes i el tipus de plectre. El pal i les claus estan actualment construïts separadament, de manera que l'instrument és desmuntable en tres seccions i facilita el seu transport.
La fusta per excel·lència per a la construcció del pal i la caixa és la de sàndal vermell o codonyer. Les claus són de plàstic o d'ivori i les cordes de seda. Les dues cordes de l'extrem superior passen per damunt del pont de metal superior, mentre que la inferior toca lleugerament l'elevació del pal, fent que les cordes vibrin contra la fusta.
El so que desprèn es coneix com a sawari. El sawari és indispensable per a l'afinació del shamisen, essent responsabilitat de cada músic el control de la tensió concreta que cal. El sawarai s'inventà al segle xviii, perquè els antics intèrprets empraven un llaüt, el biwa, que té una característica tonal similar. Les cordes estan subjectes al llarg del cos rectangular per una corda de seda. El cos està fet de quatre peces de fusta convexa, cobertes per davant i per darrere amb pell de gat o de gos. Les pells s'adhereixen amb cola i fent-les encongir. Finalment se li afegeix un semicercle de pell extra a la part centre superior de la caixa per a protegir-la dels cops del plectre.
Els bons plectres estan fets d'ivori o de fusta amb la punta d'ivori, excepte en alguna música de cambra en la qual s'utilitzen puntes de closca de tortuga. Però no sempre s'utilitza el plectre. En alguns estils de música shamisen, com el kouta, s'utilitza el punteig dels dits o de les ungles. Els ponts solen ser de plàstic, fusta o ivori, sent el més emprat el de fusta, sobretot per a música de cambra.